# Morone saxatilis
O robalo riscado (Morone saxatilis) é um peixe anádromo encontrado ao longo da Costa Atlântica da América do Norte, do norte da Flórida ao estuário do Rio São Lourenço. Ele foi introduzido com sucesso em vários lagos  e represas no interior do continente, bem como na Costa do Pacífico, onde atualmente pode ser encontrado do México à Colúmbia Britânica. Os espécimes da Costa Atlântica, que têm como origem a Baía de Chesapeake, o Rio Delaware e o Rio Hudson, fazem migrações costeiras sazonais da Carolina do Norte à Nova Escócia, enquanto que os espécimes oriundos, respectivamente, de águas ao sul ou norte destes limites permanecem nos seus rios ou estuários natais.
A pesca esportiva dos espécimes costeiros migratórios ocorre durante o ano inteiro, sendo que o pico desta atividade se dá durante as migrações de primavera e outono. A pesca comercial é realizada sazonalmente, especialmente com anzóis e redes.
O robalo riscado atinge um comprimento de 150 cm e um peso de 25 a 35 kg. A sua idade máxima chega a mais de 25 anos e a maturidade sexual é atingida entre dois e quatro anos de idade, para os machos, e entre cinco e oito anos, para as fêmeas. A desova dos espécimes migratórios ocorre de abril a junho, quando o peixe entra em habitats de água doce ou turva. A temperatura da água durante a desova pode variar de 10°C a 23°C; o ápice da atividade de desova é observado entre 15°C e 20°C. Após a desova, a maior parte das fêmeas de grande porte deixa os estuários e faz migrações costeiras. Os machos também deixam os locais de desova, mas permanecem nos estuários durante o ano inteiro. O robalo riscado é onívoro, alimentando-se de várias espécies de invertebrados e peixes, especialmente da família clupeidae como o menhaden (Brevoortia tyrannus) e a savelha (Alosa fallax).